# L'Homme aux phylactères
L'Homme aux phylactères est une série de bande dessinée franco-belge humoristique, créée dans le journal Spirou no 1408 du 8 avril 1965 par Serge Gennaux, rejoint en 1984 par Raoul Cauvin au scénario. La série a connu une longue interruption de parution dans le journal Spirou entre 1966 et 1978, avant de devenir régulière jusqu'en 1986.

## Synopsis
Le héros rêve de devenir un héros de bande dessinée et, pour le devenir, il doit produire lui-même ses phylactères.

## Les personnages
- Le héros
- Le directeur
- Le professeur
- Mademoiselle Geneviève

## Publication

### Les albums

#### La collection originale
- Edition Le Lombard :

1. L'homme aux phylactères (1987)  (ISBN 2-8036-0618-6)

#### Les rééditions
- Edition Coffre à BD :

1. Intégrale tome 1 : 1965-1980 (2008)  (ISBN 2-350-07087-5)

### Pré-publication
La série a été publiée dans Spirou entre 1965 et 1986.